# گرمانیا

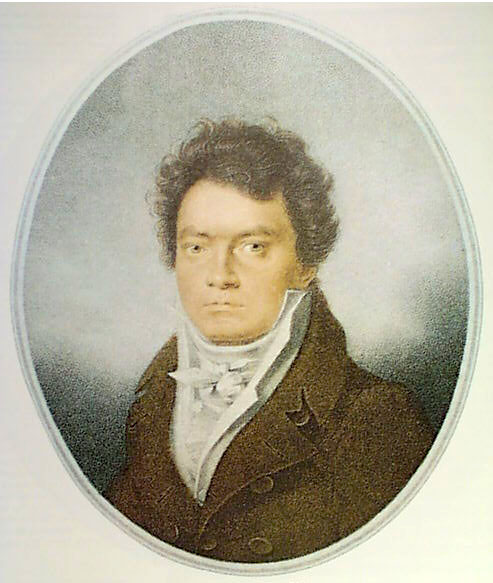
بتهوون در سال ۱۸۱۴ در زمانی که «گرمانیا» را خلق کرد.

گرمانیا (به آلمانی: Germania) نام یک قطعه موسیقی وطن‌پرستانه از لودویگ فان بتهوون است. این قطعه، شماره‌بندی معمولِ آثارِ بتهوون (اپوس) را ندارد و در رده‌بندی وو (آثارِ بدون شمارهٔ اپوس) است و با عنوانِ «وو ۹۴» (WoO 94) از آن یاد می‌شود.
پس از اینکه نیروهای متحد پروس، امپراتوری اتریش و روسیه تزاری در تاریخ ۳۱ مارس ۱۸۱۴ توانستند نیروهای فرانسه ناپلئون بناپارت را در نبرد پاریس شکست دهند و پاریس را تسخیر کنند، در وین به افتخار این پیروزی، مدیریت تئاترهای درباری تصمیم گرفت تا جشنوارهٔ موسیقی‌ای به نام «خبر خوب» (به آلمانی: Die gute Nachricht) برگزار کند. قرار شد هشت قطعه موسیقی در این جشنواره اجرا شود که سه تای آنها را یوهان نپوموک هومل خلق کرد، چهار قطعه از آثار موجود آدالبِرت گورووِتس، فریدریش آگوست کانه، کارل وایگل و ولفگانگ آمادئوس موتسارت انتخاب شدند و به بتهوون نیز مأموریت داده شد تا قطعهٔ آخر جشنواره را خلق کند که او نیز برای این منظور، «گرمانیا» را ساخت. شعر گرمانیا اثر گئورگ فریدریش ترایچکه است.
«گرمانیا» یک قطعهٔ آوازی است که در آن یک تک‌خوان با صدای بم، صدای اصلی گروه کُر را تشکیل می‌دهد. گرمانیا دارای اشعار میهن‌پرستانه است و حتی بتهوون راهنمای سرعت قطعه را هم برخلاف معمول که به زبان ایتالیایی می‌نوشتند، به آلمانی و با عبارتِ «آتشین، ولی نه خیلی سریع» (Feurig, jedoch nicht zu geschwind) نوشت. این قطعه اولین بار در ۱۱ آوریل ۱۸۱۴ در وین اجرا شد.

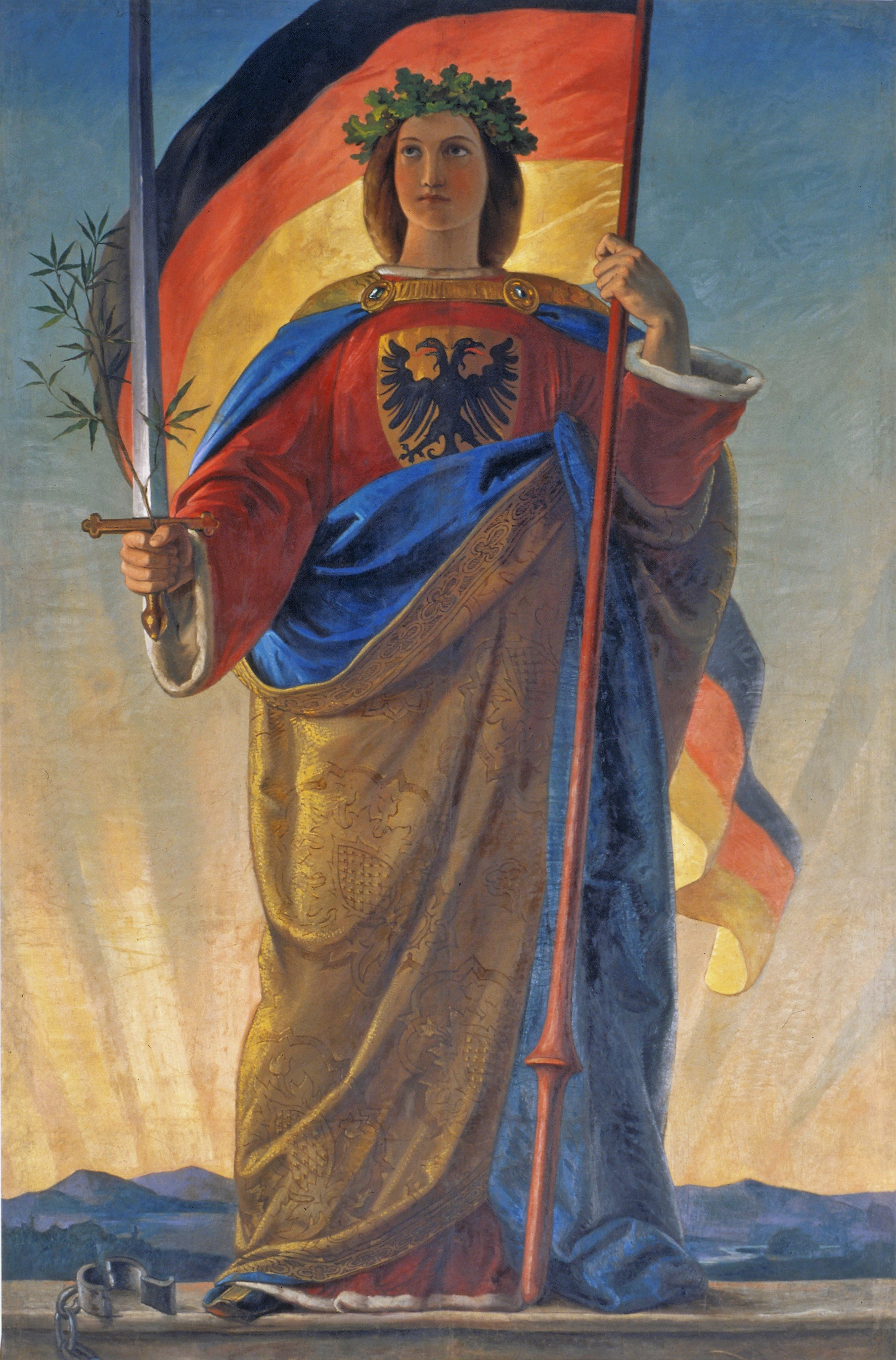
نقاشی «گرمانیا» (۱۸۴۸) روی دیوار کلیسای سنت پائلز در شهر فرانکفورت ام‌ماین، نشانگر آرمان‌گرایی آلمانی

## متن چکامه
| گرمانیا، گرمانیا، اکنون چه با شکوه ایستاده‌ای!           |  | Germania, Germania, wie stehst du jetzt im Glanze da! |
| گرچه سرزمینت مه‌آلود شده بود،                            |  | Zwar zogen Nebel um dein Haupt,                       |
| گویی خورشید پیر دزدیده شده بود                          |  | die alte Sonne schien geraubt,                        |
| اما، یزدان یاریگر، نزدیک بود                            |  | doch Gott, der Herr, war helfend nah!                 |
| ستایش تو را باد، درود بر تو، گرمانیا، گرمانیا، گرمانیا! |  | Preis ihm, Heil dir, Germania, Germania, Germania!    |

| گرمانیا، گرمانیا، اکنون که در جوانیت هستی!     |  | Germania, Germania, wie stehst du jetzt in Jugend da! |
| برای زندگی دوم، تازه و زیبا،                   |  | Zum zweiten Leben, frisch und schön,                  |
| بگذار الکساندر برافرازدت،                      |  | ließ Alexander dich erstehn,                          |
| چون رود نوا جدایی او را دیده‌است!               |  | als ihn die Neva scheiden sah!                        |
| ستایش تو را باد، درود بر تو، گرمانیا، گرمانیا! |  | Preis ihm, Heil dir, Germania, Germania, Germania!    |

| گرمانیا، گرمانیا، اکنون چه با قدرت ایستاده‌ای!           |  | Germania, Germania, wie stehst du jetzt gewaltig da! |
| شجاعت آلمانی، خود را آلمانی و آزاده می‌نامد،             |  | Nennt deutscher Muth sich deutsch und frei,          |
| به لطف فریدریش ویلهلم،                                  |  | klingt Friedrich Wilhelm Dank dabei,                 |
| که چون دیواری از آهن ایستاده‌است!                        |  | ein Wall von Eisen stand er da!                      |
| ستایش تو را باد، درود بر تو، گرمانیا، گرمانیا، گرمانیا! |  | Preis ihm, Heil dir, Germania, Germania, Germania!   |

| گرمانیا، گرمانیا، دسته‌های شاهزادگان چه آماده‌اند! |  | Germania, Germania, wie stehn der Fürsten Schaaren da! |
| از کشمکش‌های قدیمی هیچ اثری نیست،                 |  | Von alter Zwietracht keine Spur,                       |
| دست طبیعت همراه توست،                            |  | getreu den Banden der Natur,                           |
| چنین می‌آیند از دور و از نزدیک!                   |  | so kommen sie von fern und nah!                        |
| ستایش تو را باد، درود بر تو، گرمانیا، گرمانیا!   |  | Preis ihm, Heil dir, Germania, Germania!               |
| گرمانیا!                                         |  | Germania!                                              |

| گرمانیا، گرمانیا، چه جاودانه و ثابت ایستاده‌ای!    |  | Germania, Germania, Wie stehst du ewig dauernd da! |
| میل و اشتیاقت در تنهایی و سکوت به چه اندیشیده‌است، |  | Was Sehnsucht einzeln still gedacht,               |
| چه کسی او را به هدف رسانید،                       |  | Wer hat's zu einem Ziel gebracht                   |
| فرانتس، قیصر فرانتس، پیروزی!                      |  | Franz, - Kaiser Franz, - Victoria!                 |
| ستایش تو را باد، درود بر تو، گرمانیا، گرمانیا!    |  | Preis ihm, Heil dir, Germania, Germania!           |
| ستایش تو را باد، درود بر تو، گرمانیا!             |  | Preis ihm, Heil dir, Germania!                     |
| گرمانیا!                                          |  | Germania!                                          |

## فهرست گزیدهٔ منابع و مآخذ
- Wyn Jones, David (1998), The life of Beethoven (به انگلیسی), Cambridge University Press
- Ludwig Van Beethoven, Lady Wallace (2000), Beethoven's Letters 1790-1826, Volume 1 (به انگلیسی), Echo Library
- Georg Friedrich Treitschke (1841), Gedichte von Friedrich Treitschke (به آلمانی), J.B. Ballishausser